# Biofármaco

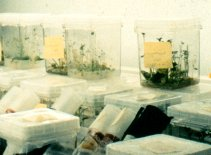
em cultura de tecidos in vitro de explantes de batata.

Os biofármacos ou medicamentos biológicos são medicamentos obtidos por alguma fonte ou processo biológicos, ou seja, o princípio ativo do medicamento é obtido através do emprego industrial de microorganismos ou células modificadas geneticamente. Esses processos biotecnológicos (in vitro ou in vivo) permitem a produção de novas proteínas mais complexas, e/ou proteínas com maior atividade biológica, e/ou com mais vida média, e/ou menos efeitos colaterais do que as já existentes. Os biofármacos são geralmente produzidos a partir de uma proteína e/ou ácido nucléico.Biotecnología y biofármacos
Os biofármacos fazem parte da biotecnologia para saúde, que engloba também os diagnósticos (in vivo e in vitro), terapias celulares e células-tronco, terapias gênicas, e vacinas. Tais produtos inovadores para a área farmacêutica permitem o desenvolvimento de novas drogas voltadas para o tratamento de doenças importantes como câncer, diabetes, esclerose, hemofilia, entre outras. Essa possibilidade deve-se ao fato de os biofármacos possuírem estrutura molecular extremamente complexas, onde a substância ativa é heterogênea e de difícil caracterização e replicação.
Uma diferença importante entre os biofármacos e os fármacos de origem química convencional está na estrutura da molécula, que são mais pesadas, mais complexas e mais diversas, o que dificulta a caracterização completa do produto. Geralmente são homólogos às proteínas humanas ou têm um alto nível de semelhança, sendo o processo de produção muito mais complexo, onde qualquer modificação no processo de fabricação, por mínima que seja, leva a modificação no produto final que pode afetar a qualidade e a resposta do medicamento.
Os mais importantes grupos de biofármacos são as citocinas (interferons, interleucinas), os fatores de crescimento hematopoiéticos, os hormônios, os fatores de crescimento, os fatores de coagulação sanguínea recombinantes, as enzimas, os agentes trombiembolíticos ativadores dos tecidos plasminogênios, as vacinas, os anticorpos monoclonais e as proteínas de fusão e imunoconjugados.
De forma resumida a produção de biofármacos envolve 4 etapas:
- Desenvolvimento da linhagem celular de interesse por biotecnologia
- Cultivo celular
- Purificação
- Formulação e envase.

Por fazer parte da indústria farmacêutica, os biofármacos são apoiados e protegidos pelo sistema de patentes, assim quando a patente do biofármaco original expira há a possibilidade de produção dos chamados biossimilares, que são os "genéricos" dos biofármacos. No Brasil, a agência reguladora de controle sanitário e produção e comercialização de medicamentos no Brasil, ANVISA (Agência Nacional de Vigilância Sanitária) tem uma regulamentação específica para produtos genéricos desde 2003, a chamada RDC 135, que estabelece que os produtos biotecnológicos derivados do plasma ou sangue humanos, e os produtos biotecnológicos, com exceção dos antibióticos e fungicidas, não serão admitidos para cadastro de produtos genéricos. Além disso, a ANVISA possui uma regulamentação específica para produtos biotecnolópgicos, a RDC 80 que foi atualizada em outubro de 2005 passando para RDC 315, que apresenta o regulamento técnico de Registro, Alterações Pós-Registro e Revalidações de Produtos Biológicos Terminados.

## Os Biofármacos e a Lei de Patentes no Brasil

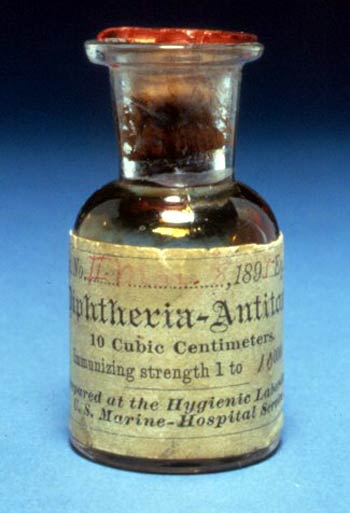
Um frasco de antitoxina de difteria, datada de 1895, usado como imunidade passiva artificial.

A Lei da Propriedade Industrial Brasileira - LPI 9.279 de 14 de maio de 1996, regula os direitos e obrigações relativos à propriedade industrial. Essa LPI determina os requisitos de patenteabilidade, que envolvem:
- Novidade (Art. 8º e 11)
- Atividade Inventiva (Art. 8º e 13)
- Aplicação Industrial (Art. 8º e 15)
- Além disso o documento de patente deve ser claro e estar suficientemente descrito, permitindo a um técnico no assunto a reprodutibilidade da invenção a partir das informações contidas no mesmo.

Tais requisitos são necessários para qualquer tipo de patente. No que tange à biotecnologia, dois artigos são importantes:
- Art. 10 e Art. 18.

O Art. 10. descreve o que Não se considera invenção nem modelo de utilidade:
- I - descobertas, teorias científicas e métodos matemáticos; [...]
- VIII - técnicas e métodos operatórios ou cirúrgicos, bem como métodos terapêuticos ou de diagnóstico, para aplicação no corpo humano ou animal; e
- IX - o todo ou parte de seres vivos naturais e materiais biológicos encontrados na natureza, ou ainda que dela isolados, inclusive o genoma ou germoplasma de qualquer ser vivo natural e os processos biológicos naturais.

O Art. 18. mostra o que Não são patenteáveis:
- I - o que for contrário à moral, aos bons costumes e à segurança, à ordem e à saúde públicas; [...]
- III - o todo ou parte dos seres vivos, exceto os microorganismos transgênicos que atendam aos três requisitos de patenteabilidade - novidade, atividade inventiva e aplicação industrial - previstos no art. 8º e que não sejam mera descoberta.

Parágrafo único. Para os fins desta Lei, microorganismos transgênicos são organismos, exceto o todo ou parte de plantas ou de animais, que expressem, mediante intervenção humana direta em sua composição genética, uma característica normalmente não alcançável pela espécie em condições naturais.
Na Biotecnologia, alguns exemplos do que é passível de patente no Brasil: Anticorpos Monoclonais, Hibridomas Processos de Obtenção e Produção; Clonagem de genes; Processo de Clonagem de Animais; Métodos diagnósticos in vitro; Processos de Fabricação de Medicamentos; Processos de Obtenção e Produção de Anticorpos Policlonais Naturais; Vacinas; Células Geneticamente Modificadas (bactérias, protozoários e fungos); Processos de Modificação Genética.
Não são passíveis de patente: Métodos diagnósticos in vivo; Clonagem de seres humanos; Seres humanos e células humanas; Organismos (plantas e animais) trangênicos; Células animais ou vegetais selvagens ou geneticamente modificadas; Genoma Humano. Tecnologia do cultivo de células animais Transgênicos para produção de biofármacos
Dessa maneira, os biofármacos são passíveis de patente no Brasil desde que não envolva células humanas, animais ou vegetais. Além disso, o processo de fabricação dos biofármacos também podem ser patenteáveis no país bem como o processo de obtenção dos anticorpos e das células geneticamente modificadas que farão parte do processo de produção desse tipo de medicamento.
Após a expiração da patente do biofármaco, pode haver a produção dos biossimilares, entretanto ainda há controvérsias sobre os aspectos regulatórios devido a grande necessidade de realização de controle para garantir a consistência das matérias primas, do processo do material purificado/produto final.

## Produtos
Alguns exemplos de produtos biológicos feitas com a tecnologia de ADN recombinante incluem:
| NAEUA/DCI           | Nome Comercial | Patente                  | Indicação | Tecnologia                                                                                      | Mecanismo de ação                                      |
| ------------------- | -------------- | ------------------------ | --- | ----------------------------------------------------------------------------------------------- | ------------------------------------------------------ |
| Abatacept           | Orencia®       | Patente E.U.A. 9 274 115 | Artrite reumatoide                                                                                             | Imunoglobulina e Proteína de fusão CTLA-4                                                       | Desativaçao da Linfócito T                             |
| Adalimumabe         | Humira®        | Patente E.U.A. 9 274 115 | Artrite reumatoide, espondilite anquilosante, artrite psoriática, Psoríase, colite ulcerosa, Doença de Crohn   | Anticorpo monoclonal                                                                            | Receptor antagonista do factor de necrose tumoral      |
| Alefacept           | Amevive®       | Patente E.U.A. 9 265 887 | psoríase em placas crónica                                                                                     | Imunoglobulina e Proteína de fusão G1                                                           | Caracterização incompleta                              |
| Eritropoietina      | Epogen®        | Patente E.U.A. 9 272 033 | Anemia resultante de quimioterapia do cancro, insuficiência renal crónica, etc.                                | ADN recombinante                                                                                | Estimulação da produção de células vermelhas do sangue |
| Etanercepte         | Enbrel®        | Patente E.U.A. re36 755  | Artrite reumatóide, espondilite anquilosante, artrite psoriática,                                              | proteína de fusão do receptor de TNF humano recombinante psoríase                               | Antagonista do TNF                                     |
| Infliximabe         | Remicade®      | Patente E.U.A. 9 279 016 | Artrite reumatóide, espondilite anquilosante, artrite psoriática, psoríase, colite ulcerativa, doença de Crohn | Anticorpo monoclonal                                                                            | Antagonista do TNF                                     |
| Trastuzumabe        | Herceptin®     | Patente E.U.A. 9 279 812 | Câncer de mama                                                                                                 | Anticorpo monoclonal humanizado                                                                 | Antagonista HER2/neu (erbB2)                           |
| Ustecinumab         | Stelara®       | Patente E.U.A. 9 180 047 | Psoríase | Anticorpo monoclonal humanizado                                                                 | Antagonista IL-12 e IL-23                              |
| Denileukin diftitox | Ontak®         | Patente E.U.A. 9 273 302 | Linfoma de célula T cutâneo (LCTC)                                                                             | A toxina da difteria de engenharia de proteína combinando interleucina-2 e a toxina da difteria | Receptor-ligante de interleucina 2                     |
| Golimumab           | Simponi®       | Patente E.U.A. 9 254 339 | Artrite reumatóide, artrite psoriática, espondilite anquilosante, colite ulcerativa                            | Anticorpo monoclonal                                                                            | Antagonista TNF                                        |